# António Jesus Correia
António Jesus Correia, ComIH (3 d'abril de 1924 - 30 de novembre de 2003) fou un futbolista i jugador d'hoquei sobre patins portuguès de la dècada de 1940.
Fou 13 cops internacional amb la selecció portuguesa. Pel que fa a clubs, defensà els colors d'Sporting Clube de Portugal, on formà part de la davantera dels Cinco Violinos (cinc violins) amb Albano, Fernando Peyroteo, José Travassos i Manuel Vasques. Acabà jugant al G.D. CUF.
En hoquei patins fou campió del món amb Portugal en sis ocasions (1946, 1947, 1948, 1949, 1952 i 1956).